# Brodfästningen

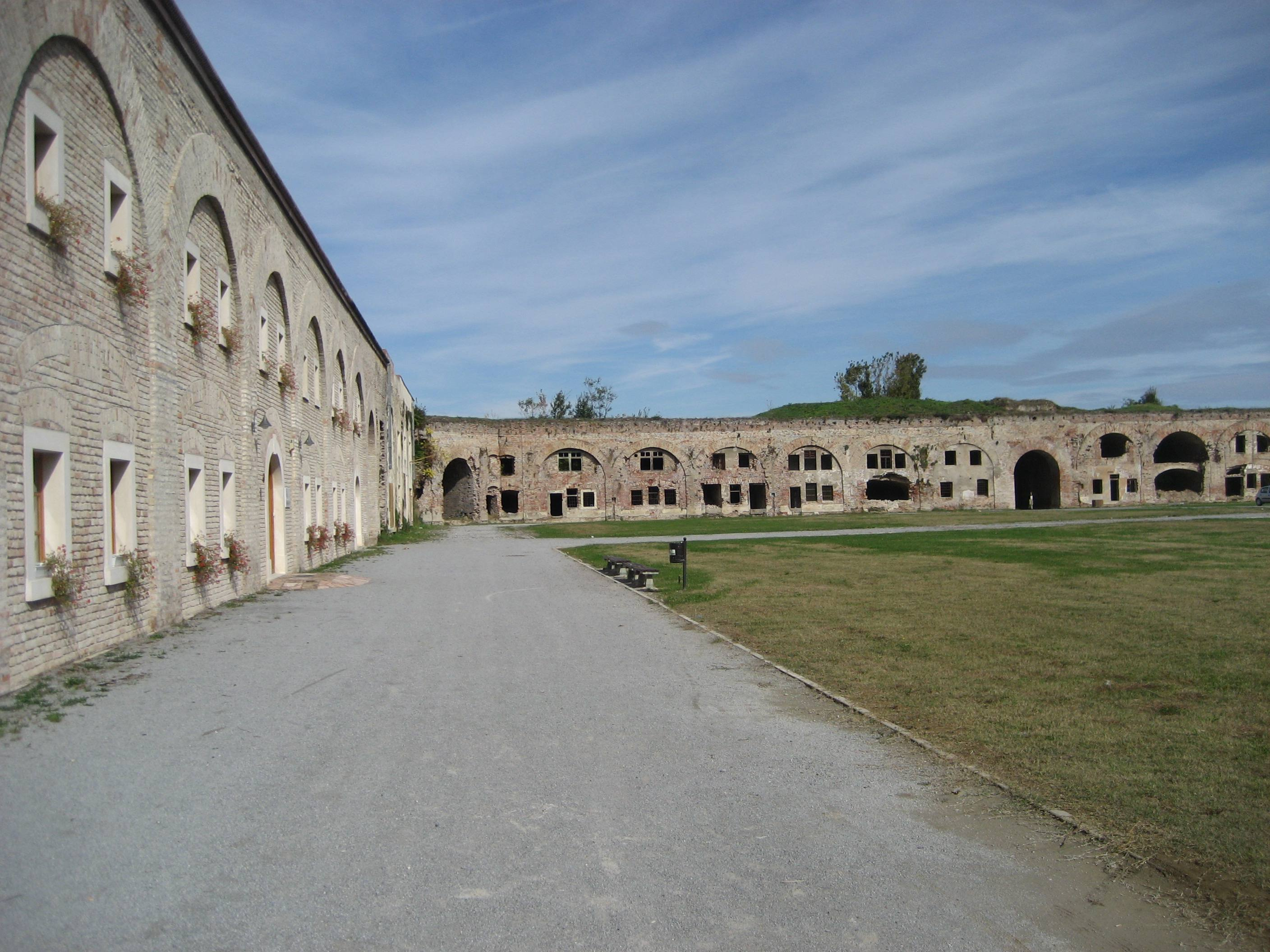
Del av fästningen 2008.

Brodfästningen (kroatiska: Tvrđava Brod, tyska: Festung Brod) är en kulturmärkt fästning och försvarsverk i Slavonski Brod i Kroatien. Fästningen uppfördes i barockstil 1715-1780 enligt den kejserlige befälhavarens Eugen av Savojens ritningar och idéer. Den stod klar under Maria Teresias regeringstid och dess ursprungliga syfte var att skydda kejsardömet Österrikes södra delar från osmanska intrång vid gränsfloden Sava som idag utgör gränsen mot Bosnien och Hercegovina, tidigare en osmansk provins. Tillsammans med de befästa barockstäderna Stara Gradiška och Osijek utgjorde Brodfästningen en försvarslinje i den av österrikarna upprättade slavonska militärgränsen. Den täcker en yta på omkring 33 ha och är det största enskilda försvarsverket av detta slag i Kroatien och tillika ett av de större i Europa. 
Brodfästningen är inte intakt. Sedan 1995 pågår en restaurering och revitalisering av fästningen som 2014 ännu inte är avslutad. Försvarsverket är ett av Slavonski Brods främsta turistattraktioner och i dess enskilda objekt finns bland annat en skola, galleri och museum. I fästningen som ligger i stadens centrum organiseras kulturella evenemang och i en av dess byggnader har Slavonski Brods stadsstyrelse sitt säte.   

## Historik
Slavonski Brod, beläget vid Savas norra flodbank och med rötter från den romerska bosättningen Marsonia, kom tidigt att utgöra en viktig österrikisk gränsstad vid gränsen mot det muslimska Osmanska riket. Staden hade ett strategiskt läge och låg vid en kommersiell rutt. 
De österrikiska myndigheterna lät 1715 påbörja uppförandet av den "kejserliga och kungliga" Brodfästningen vid Sava enligt ritningar av Eugen av Savojen. För arbetet tvångskommenderades bönder bosatta vid militärgränsen. Arbetsstyrkan uppgick dagligen till 634 man och 53 hästdragna vagnar för transport av material till bygget. Försvarsverket uppfördes som ett stjärnfort på flack terräng och som byggnadsmaterial användes murtegel, trä, packad jord och till viss del sten. Det skulle kunna hysa uppemot 4 000 soldater, till största del infanterister, och 150 kanoner.
Beräkningar av fästningens uthållighet visar att den vid en klassisk belägring och vid fyllda vallgravar skulle kunna stå emot fienden i 46 dagar. Det skulle dessutom krävas tio dagar av förberedelser för fienden inför en attack. Eftersom hela staden var inom räckhåll för fästningens kanoner tillät inte de militära myndigheterna att invånarna byggde hus av fasta material som sten och murbruk. Fram till slutet av 1800-talet bestod därför den civila bebyggelsen till största del av mindre trähus med tak av trä eller vass. Vid händelse av en osmansk attack skulle staden jämnas med marken för att öppna upp området kring fästningen och därmed ge artilleriet fritt sikte mot fienden. Trots sin betydelse blev fästningen aldrig inblandad i en större militär aktion och fick därmed aldrig bevisa sin slagkraft.    
1873 upplöstes militärgränsen och i samband med Österrike-Ungerns (det tidigare österrikiska kejsardömets) annektering av Bosnien och Hercegovina 1878 förlorade Brodfästningen sitt ursprungliga syfte som en gränsfortifikation mot det Osmanska riket. Under andra världskriget och den Oberoende staten Kroatien flygbombades Slavonski Brod av de allierade. Under bombningarna 1944-1945 skadades försvarsverket svårt. Efter kriget saknades byggmaterial för stadens återuppbyggnad varpå militären godkände att invånarna hämtade murtegel och annat byggmaterial från den raserade fästningen för att återuppbygga bostäder. De äldre civila byggnaderna i fästningens närhet är således delvis uppbyggda men material från försvarsverket. Delar av fästningen skulle efter kriget komma att vara obrukbara och revs. 1945-1990 användes en del av den för att ackommodera soldater ur den dåvarande jugoslaviska armén. Under det kroatiska självständighetskriget 1991-1995 skadades fästningen ånyo. 1994 överlämnade Kroatiens försvarsmakt fästningen i staden Slavonski Brods ägo vilket blev startskottet för att inleda dess revitalisering.

## Arkitektur och utseende

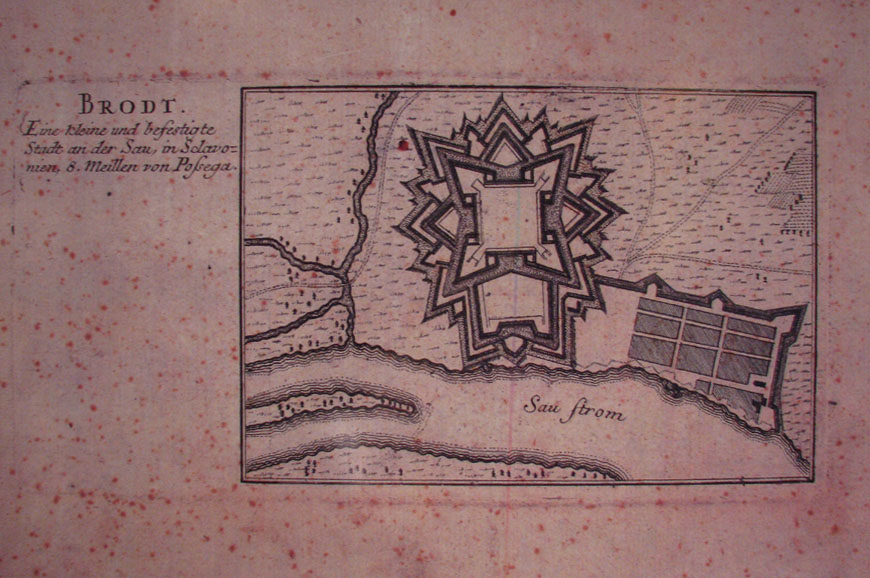
Ritning från 1700-talet som visar Brodfästningens planritning.

Brodfästningen är uppförd som ett stjärnfort och konstruerades enligt vaubisk modell. Den har i grunden en rektangulär form medan vallgravarna ger den ett stjärnliknande utseende. Den bestod av tre försvarszoner: den interna, externa och södra försvarszonen. Fästningens två vallgravsområden försörjdes med vatten från den närliggande floden.

### Interna försvarszonen
Den interna centrala delen av fästningen har en rektangulär form som försvaras av de fyra bastionerna sankt Carlos, sankta Elisabets, sankt Mikaels och sankt Eugens bastion. Bastionerna var förbundna med försvarsmurar. I centrum står sankt Annas kapell med stildrag från barocken. Kapellet uppfördes ursprungligen 1743, förstördes under andra världskriget och revs 1947. Den uppfördes 2008-2011 enligt de ursprungliga ritningarna. Inom den interna försvarszonen finns en hästskoformad kavalier. I denna fanns 108 rum av identiska dimensioner som härbärgerade soldater och användes till logistiska ändamål. I detta byggnadskomplex fanns bland annat apotek och i den hade försvarsverkets lås- och vapensmed sina lokaler.   

### Externa försvarszonen
Den externa försvarszonen hade tidigare tre raveliner: sankt Guidos, sankt Johannes och sankt Josefs ravelin. Ravelinerna var trekantiga bastioner vars syfte var att skydda befästningens yttre och viktigaste väggar samt förhindra fienden från att nå fram till försvarsverket. Alla raveliner var uppförda av packad jord och med ett yttre av murtegel.

### Södra försvarszonen
Den södra försvarszonen var förstärkt med en fortifikation, på tyska kallad "hornwerk". Dess syfte var att stoppa osmanerna från att ta sig över floden Sava. I slutet av 1700-talet restes flera byggnader och konstruktioner i den södra försvarszonen, däribland fästningens kommendörsbyggnad som idag rymmer Ivan Zajcs musikgrundskola, officerspaviljongen som idag rymmer stadsstyrelsen, kaplansbostaden som idag rymmer turistinformationsbyrån, kommendörsköket och stall. De återstående fria ytorna användes till fruktträdgårdar, trädgårdar och parker.